# Tangara trifascié
Microspingus trifasciatus
Espèce
Statut de conservation UICN

 LC  : Préoccupation mineure
Le Tangara trifascié (Microspingus trifasciatus) est une espèce de passereau appartenant à la famille des Thraupidae.

## Répartition
On le trouve en Bolivie et au Pérou.

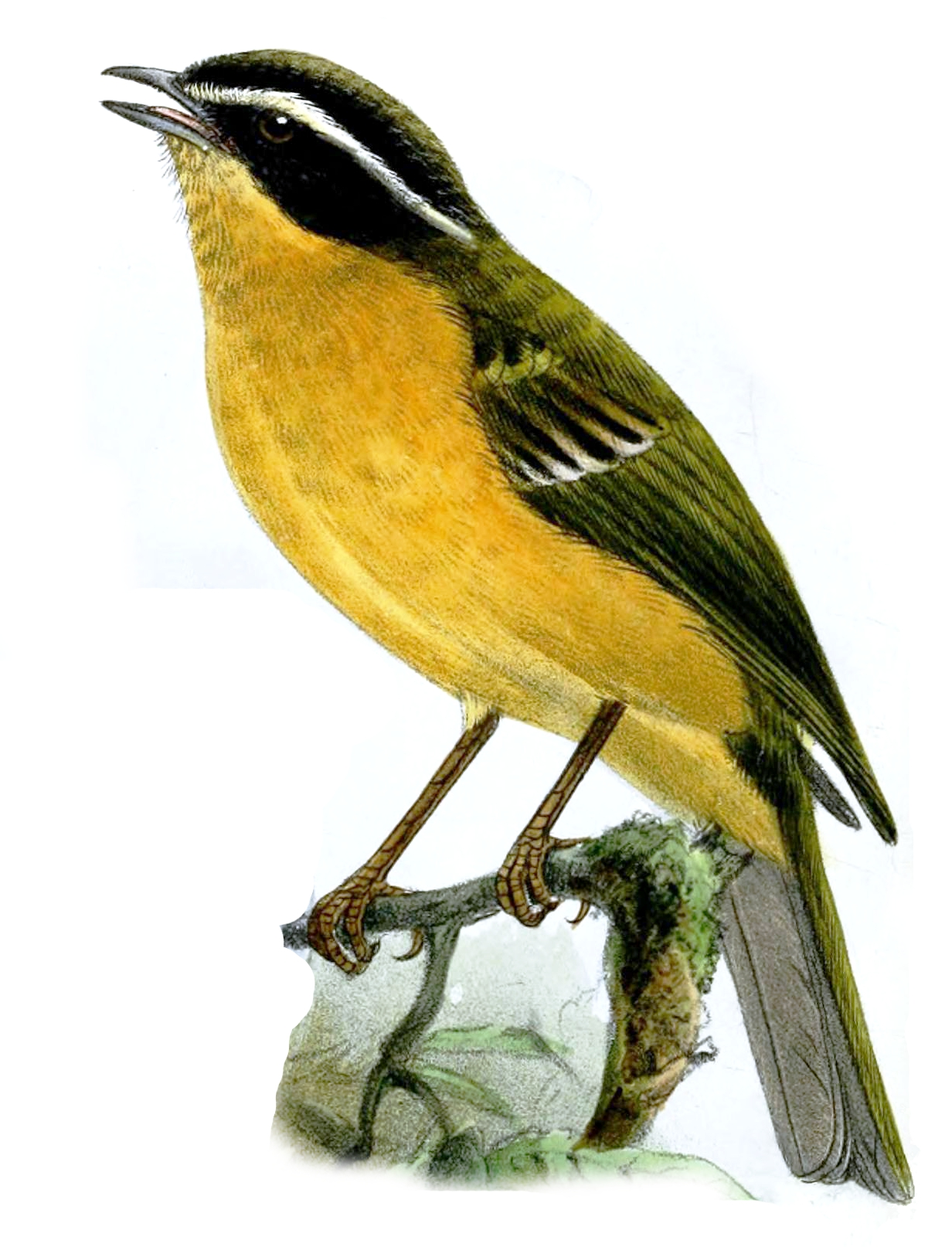

## Habitat
Il vit dans les forêts humides subtropicales ou tropicales d'altitude.